# Rio Patapsco
O rio Patapsco é um rio que atravessa o estado de Maryland, nos Estados Unidos, e desagua na baía de Chesapeake.
Os seus dois ramais, norte e sul, juntam-se para formar o corpo de água principal. Os últimos 16 km formam um grande estuário com a baía de Chesapeake, em torno da qual se desenvolve a cidade de Baltimore e o seu porto.